# Walter Laedrach
Walter Laedrach, auch Walter Lädrach (* 16. Dezember 1891 in Wabern in Köniz; † 9. Dezember 1958 in Rüegsauschachen), war ein Schweizer Lehrer und Schriftsteller.

## Leben

### Familie
Walter Laedrach war der älteste Sohn des Lehrer-Ehepaares Friedrich Laedrach und dessen Ehefrau Anna Maria (geb. Feller) und wuchs im alten Dorfschulhaus in Wabern auf; er hatte noch zwei jüngere Brüder, die später den Beruf des Lehrers ergriffen.
Er war seit 1923 mit Frieda (1887–1961), die Tochter von Ulrich Bärtschi, verheiratet und wohnte seit 1920 in der Nähe der Holzbogenbrücke in Hasle-Rüegsau; die Ehe blieb kinderlos.
Sein Nachlass befindet sich im Staatsarchiv des Kantons Bern.

### Werdegang
Nach dem Besuch des Lehrerseminars Muristalden in Bern wurde Walter Laedrach Primarlehrer in Wabern und immatrikulierte sich zu einem Studium der Geschichte, Geografie und Literatur an der Universität Bern; er promovierte 1919 mit seiner Dissertation Das Kloster Trub und die Hoheit über das Trubertal zum Dr. phil.
Von 1916 bis 1920 war er Primarlehrer in Wabern und wurde darauf Sekundarlehrer in Hasle-Rüegsau, bevor er später Gymnasiallehrer wurde.
In seinem Todesjahr trat er aus gesundheitlichen Gründen von seinem Lehramt als Sekundarlehrer zurück.

### Schriftstellerisches Wirken
Walter Laedrach verfasste heimatliche Erzählungen, unter anderem 1935 Der Prinzenhandel im Emmental und 1936 Unter dem Krummstab im Emmental sowie verschiedene Romane und Gedichte und historische Texte und volkskundliche Sachbücher über bauliche Sehenswürdigkeiten.
Er übersetzte auch aus dem Italienischen und Französischen ins Deutsche, so unter anderem 1948 Heilige Wasser von Ignace Mariétan und verfasste 1943 das Hörspiel Der Tote und der Chirurg.
Gemeinsam mit Christian Rubi war er Mitherausgeber der kunst- und kulturgeschichtlichen Monografie-Reihe Berner Heimatbücher sowie der Schweizer Heimatbücher, dessen Finanzierung der Verleger Paul Haupt übernahm; seit 1950 gab Walter Laedrach in diesen Heimatbüchern die neue Reihe Das offene Fenster heraus.
Er betätigte sich auch als Fotograf sowie Zeichner und illustrierte einen Grossteil seiner Werke selber. Seine ersten Fotos wurden 1990 in dem Band Aus dem Bilderbuch eines Berner Landlehrers von Paul Hugger (1930–2013) veröffentlicht.
Seinen Nachruf in Der Bund vom 12. Dezember 1958 schrieb der Schriftsteller Werner Juker, der zusammen mit Walter Laedrach die Jugendzeit in Wabern verbracht hatte.

## Trivia
In seiner Funktion als Primarlehrer in Wabern wurde Walter Laedrach von einem Kollegen gebeten, die malerischen Fähigkeiten von dessen fünfzehnjährigem Sohn auf dessen Begabung zu beurteilen. Nach der ersten Stunde fällte er das Urteil, dass der Junge zum Maler berufen sei und aus dem Schüler wurde der spätere Künstler Walter Clénin.

## Ehrungen und Auszeichnungen
Walter Laedrach erhielt 1939 einen Buchpreis in Höhe von 500 Schweizer Franken von der Schweizerischen Schillerstiftung für sein Werk Passion in Bern. 1946 wurde ihm der Berner Literaturpreis als Ehrengabe, in Verbindung mit 1.000 Schweizer Franken, überreicht. Der Gemeinderat der Stadt Bern verlieh ihm 1951 für sein Gesamtschaffen einen Preis im Rahmen des Berner Literaturkredits.
1954 erhielt er während eines literarischen Wettbewerbs den 1. Preis der Schweizerischen Grossloge Alpina für seine Novelle Der Tag, an dem der Oleander blüht.
Nach seinem Tod wurde vom 13. September bis 25. Oktober 1959 zu seinen Ehren eine Gedächtnisausstellung auf der St. Petersinsel in Bern in einem ehemaligen Kloster veranstaltet, in der seine fotografischen, zeichnerischen und schriftstellerischen Arbeiten gezeigt wurden.

## Mitgliedschaften
Walter Laedrach gehörte 1941 zu den Gründungsmitgliedern des Berner Schriftstellervereins an und wurde, gemeinsam mit Arnold Hans Schwengeler (1906–1981), Karl Grunder, Eugen Wyler (1888–1973), Ernst Balzli, Hans Zulliger, Karl Hunziker (1867–1957), Professor für deutsche Sprache, in den Vorstand gewählt.
1942 erfolgte seine Wahl in den Aufsichtsrat der Schweizerischen Schillerstiftung, von dem Amt trat er 1951 wieder zurück; ihm folgte darauf der Schriftsteller Hans Zulliger.
Er trat 1957 aus dem Vorstand Literarischen Kommission der Guten Schriften zurück, den er seit 1945 präsidierte.
Während einer Amtsdauer war er Präsident des bernischen Mittellehrervereins.

## Schriften (Auswahl)
- Luzernische Landstädtchen. Bern: Werder, 1919.
- Das Kloster Trub und die Hoheit über das Trubertal. Bern, 1921.
- Die Brücke von Rüegsau. Verein Gute Schriften, 1926.
- Feuer in Brandis – Historische Novelle. Bern; Basel: Verein Gute Schriften, 1933.
- Der Herr Grossrat – eine Erzählung aus unseren Tagen. St. Gallen, 1934.[28]
- Walter Laedrach; Hans Schaad: Die Blaubrunner Buben. 1935.
- Der Prinzenhandel im Emmental. St. Gallen, 1936.
- Ferien im Süden. 1937.
- Passion in Bern. Erlenbach-Zürich: Rentsch, 1938.[29]
- Von Grenzwächtern und Ueberläufern. Bern: Verein Gute Schriften, 1939.
- Jeremias Gotthelf in Lützelflüh. 1940.
- Die Goldvögel von Vaduz. 1940.
- Das Emmentaler Bauernhaus. Bern: Paul Haupt Verlag, 1941.[30]
- Aufstieg zur Sonnseite: Roman. Erlenbach-Zürich: Rentsch, 1941.
- Das Schwarzenburgerland. Bern: Paul Haupt Verlag, 1942.
- Die Blaubrunner Buben finden ihren Beruf. 1942.
- Delsberg, St. Ursanne und Pruntrut, drei tausendjährige Städte im Berner Jura, dem ehemaligen Fürstbistum Basel. Bern: Paul Haupt Verlag, 1942.
- Im Strom der Zeit. Basel: Friedrich Reinhardt Verlag, 1943.
- Aus der Vergangenheit von Hasle-Rüegsau. Bern: Paul Haupt Verlag, 1943.
- Bernische Holzbrücken. Bern: Paul Haupt Verlag, 1944.
- Heinrich Pestalozzi. 1945.
- Die Freiberge. 1945.
- Jenseits des Alltags. Basel: Friedrich Reinhardt Verlag, 1946.
- Schweizerische Stadttore. Bern: Paul Haupt Verlag, 1947.
- Jeremias Gotthelf: Zum 150. Geburtstag am 4. Oktober. In: Der Bund vom 4. Oktober 1947. S. 1–2 (Digitalisat).
- Ignace Mariétan; Walter Laedrach: Heilige Wasser. Bern: Paul Haupt Verlag, 1948.
- Bern, die Bundesstadt. 1948.
- Die Genesung. Bern: A. Francke Verlag.1948.
- Der Plattformkurgast. Bern: Verein Gute Schriften, 1948.
- Bernische Burgen und Schlösser des deutschen Kantonsteils. Bern: Paul Haupt Verlag, 1950.
- Das Spital im Urwald. Bern: Paul Haupt Verlag, 1950.
- Heidenstöcke im Kanton Bern. In: Der Bund vom 4. November 1951. S. 7 (Digitalisat).
- Das bernische Stöckli. Bern: Paul Haupt Verlag, 1951.[31]
- Alt-Bern als Sinnbild und Denkmal. Bern: Paul Haupt Verlag, 1953.
- Führer zu Gotthelf und Gotthelfstätten. Bern: Francke, 1954.
- Bernische Speicher. Bern: Paul Haupt Verlag, 1955.
- Schloß Ilgenstein – Roman. Basel: Verlag Friedrich Reinhardt, 1956.
- Elisabeth Müller: unter Benützung der Chronik der Familie Müller von Pfarrer Rudolf Müller. Bern: Haupt, 1957.
- Walter Laedrach (Hrsg.), Walter Ulrich Guyan, Hans Steiner: Der Rheinfall. Bern: Verlag Paul Haupt, 1958.